# Aloe dichotoma
Aloe dichotoma là một loài thực vật có hoa trong họ Măng tây. Loài này được Masson mô tả khoa học đầu tiên năm 1776.

## Hình ảnh

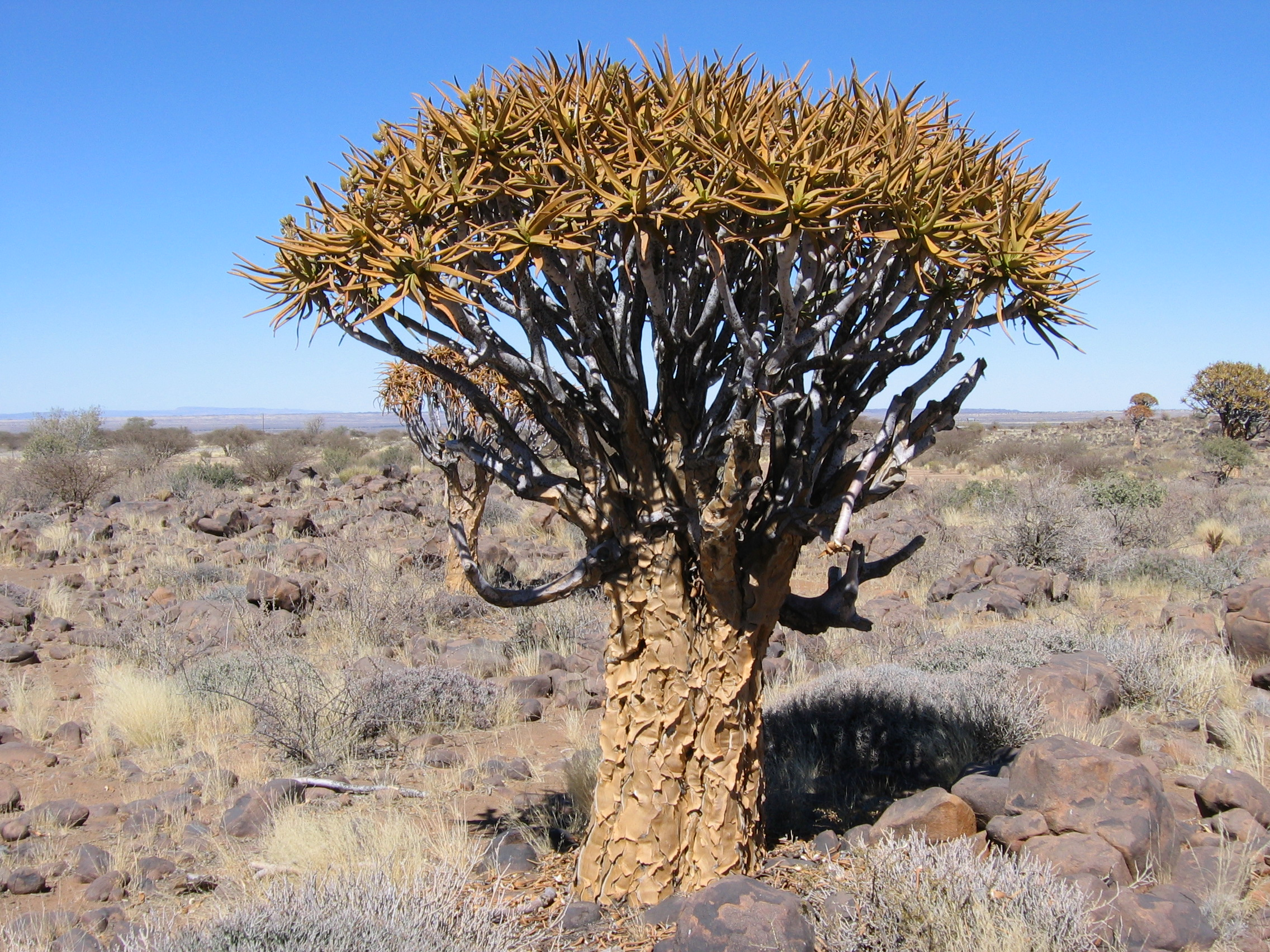
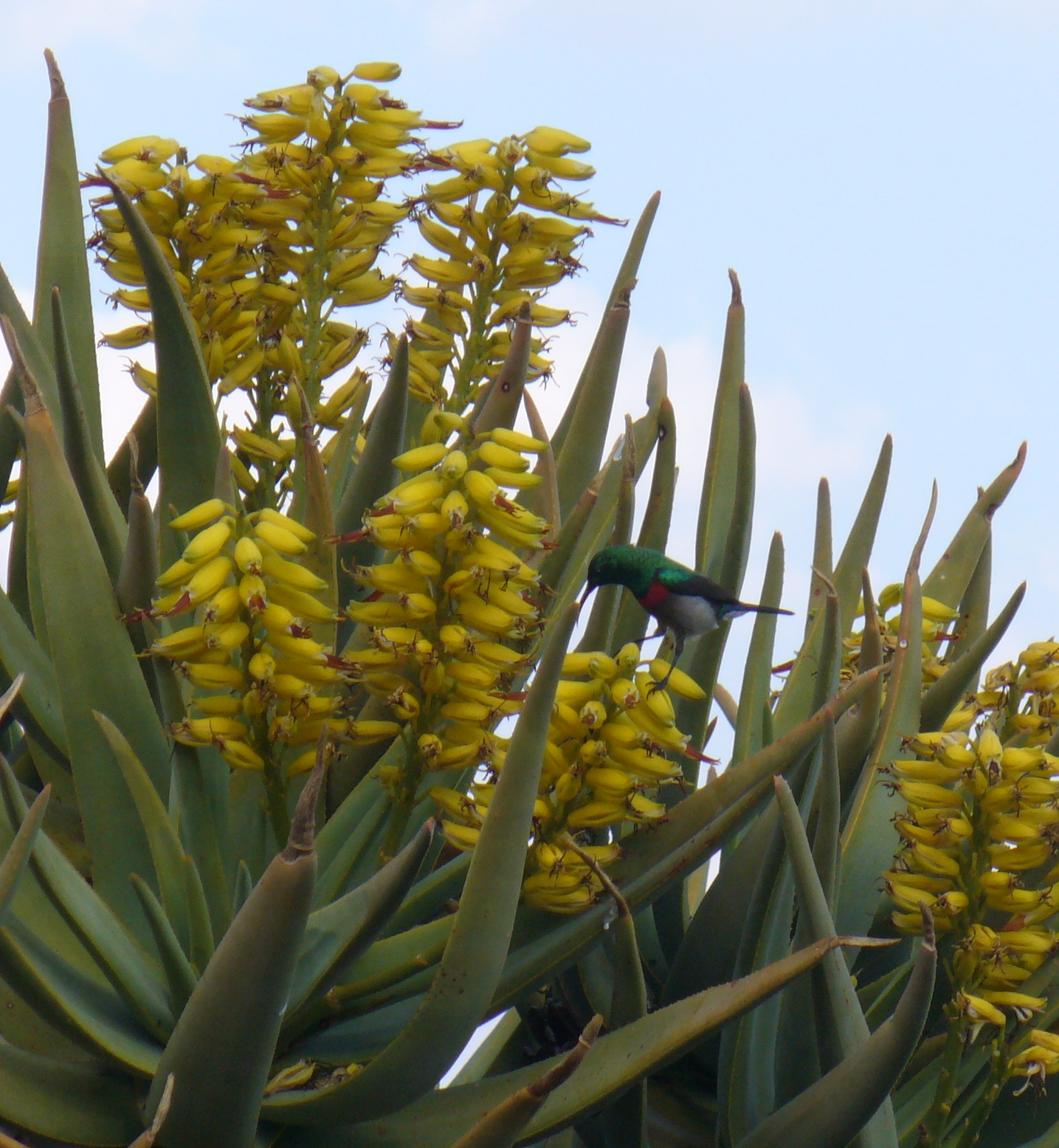
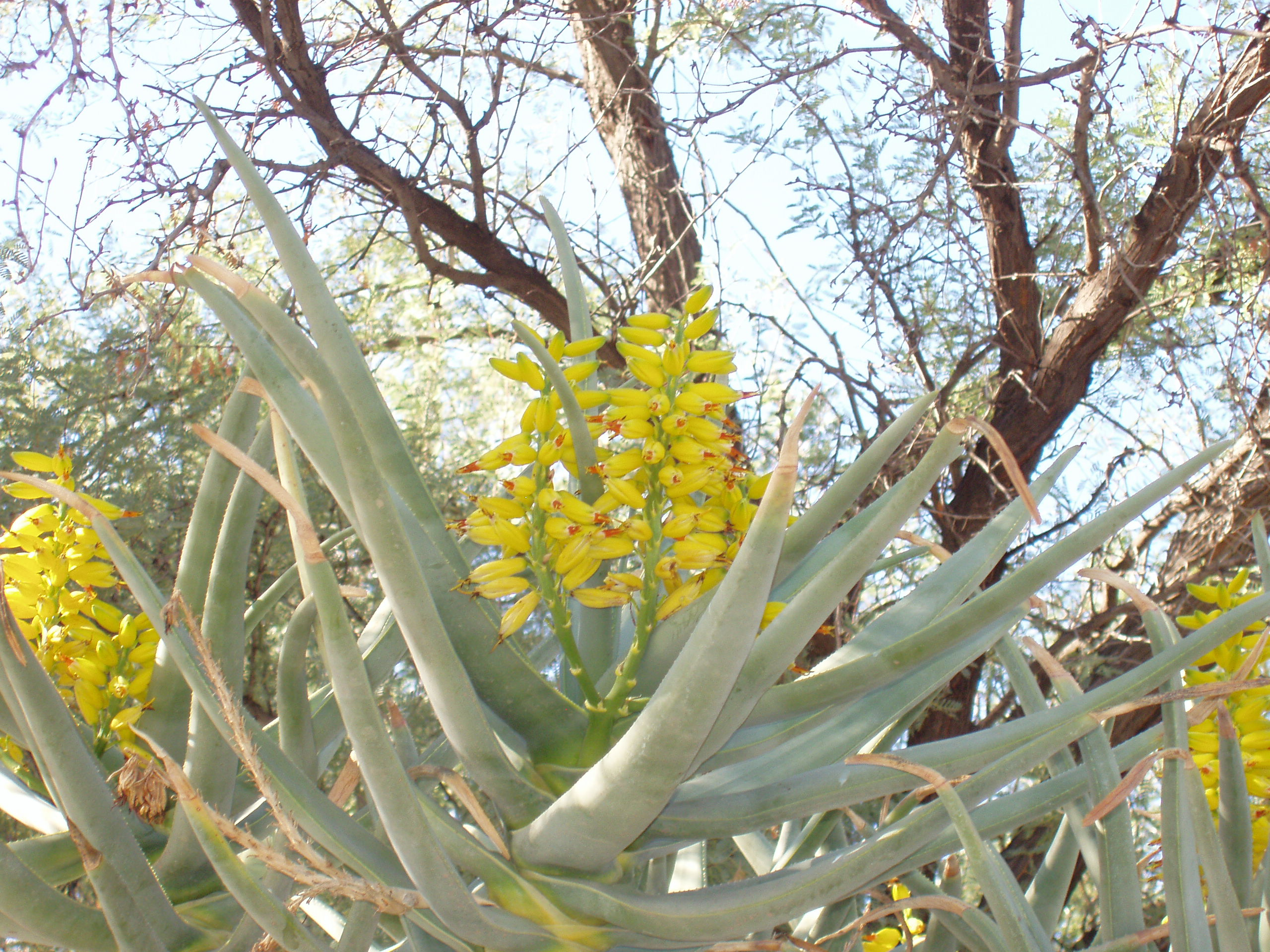
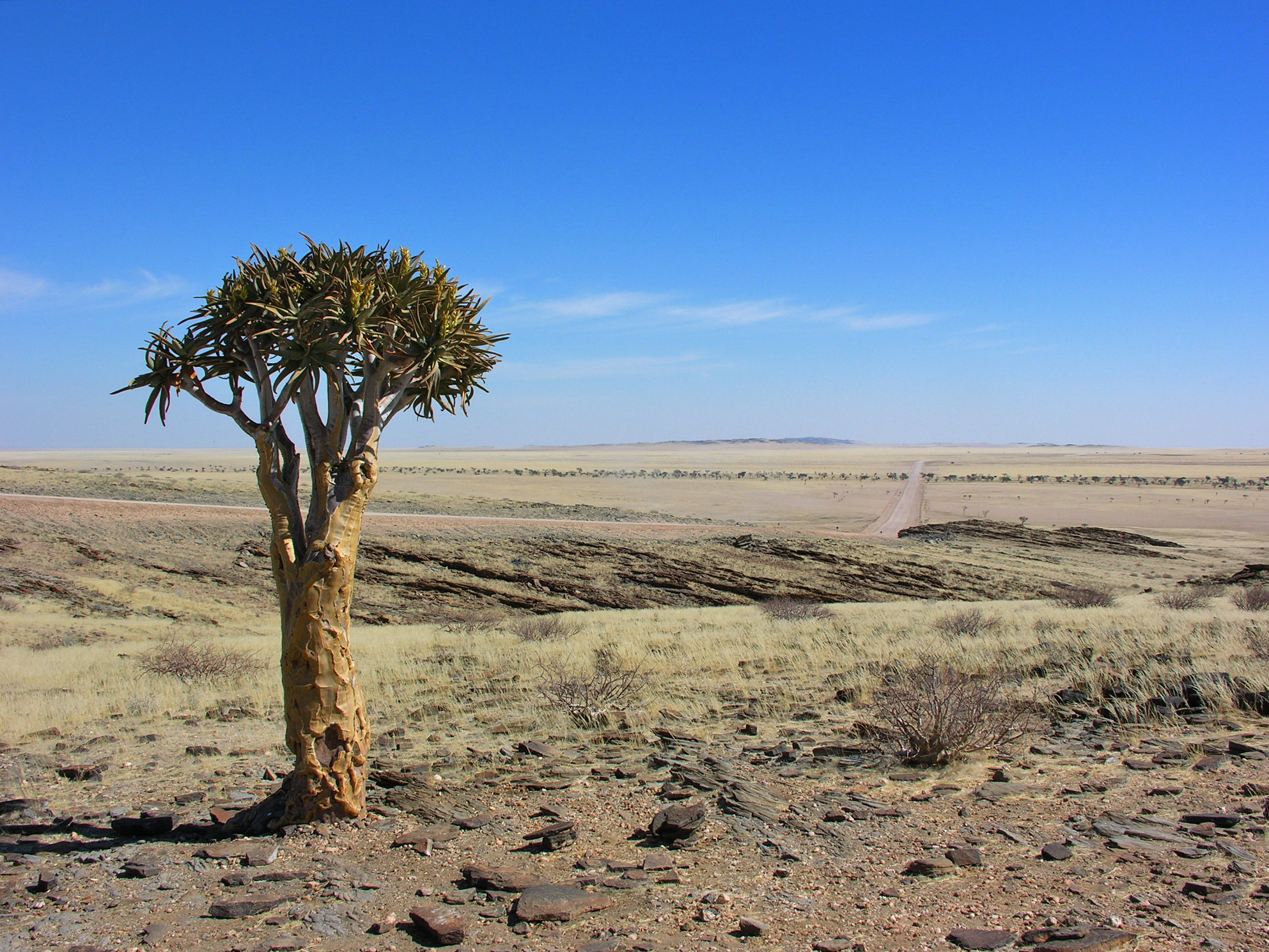